# Dolakha District
Dolakha District er et af Nepals 75 administrative og politiske regioner, betegnet distrikter (lokalt betegnet district, zilla, jilla el. जिल्ला). Dolakha er et bjerg-distrikt, som ligger i Janakpur Zone i Central Development Region.
Dolakha areal er 2.191 km² og der boede ved folketællingen 2001 i alt 175.912 og i 2007 196.494 og i 2011 186.577 i distriktet. Distriktets politiske organ District Development Committee er sammensat gennem indirekte valg, med repræsentation fra hver af de 9-17 administrative enheder ilakaer, hvert distrikt er opdelt i. 
Dolakha District er endvidere opdelt i 52 udviklingskommuner (lokalt navn: Gaun Bikas Samiti (G.B.S.) el. Village Development Committee (VDC)), hvoraf byer med over 10.000 indbyggere kategoriseres som købstæder (municipalities). 
Dolakha District er udviklingsmæssigt – gennem anvendelse af FN og UNDP's Human Development Index – kategoriseret som nr. 42 ud af Nepals 75 distrikter.